# Rajabhat-Universität Nakhon Sawan
Die Rajabhat-Universität Nakhon Sawan (thailändisch มหาวิทยาลัยราชภัฏนครสวรรค์, im englischen Sprachgebrauch: Nakhon Sawan Rajabhat University) ist eine öffentliche Universität im Rajabhat-System von Thailand.

## Lage
Das Universitätsgelände liegt im Landkreis (Amphoe) Mueang Nakhon Sawan, etwa vier Kilometer südwestlich des Stadtzentrums von Nakhon Sawan. Nakhon Sawan liegt im südlichen Teil der Nordregion von Thailand, etwa 235 Kilometer nördlich von Bangkok. Im Landkreis Nong Bua, östlich in der Provinz Nakhon Sawan befindet sich eine Außenstelle der Universität.

## Geschichte
Die Geschichte der Universität geht zurück auf die 1922 gegründete „Primary Agricultural Teacher’s Training School“. 1955 können Lehrer das „Certificate of Education“ erlangen. 1968 wurde eine zweijährige Ausbildung mit Ziel eines Bachelor's Degree in Education angeboten, seit 1981 auch als ein Vier-Jahres-Kurs. 1992 Wurde die Schule in „Rajabhat Institute Nakhon Sawan“ umbenannt, es konnte ein Bachelor’s Degree in „Education“, „Science“ und „Arts“ erlangt werden. Seit 1998 wird ein Master Degree in „Educational Administration“ sowie ein Graduate Diploma of Education für Lehrer angeboten, 1999 zusätzlich das Master Degree in „Curriculum“ und „Instruction“, seit 2002 das Master Degree in „Development Strategy“.
Im Jahr 2004 wurde das Institut durch König Bhumibol Adulyadej in den Status einer Universität erhoben und der Name „Nakhon Sawan Rajabhat University“ verliehen.

## Akademische Einrichtungen
Die Universität besitzt fünf Fakultäten und eine Graduierten-Schule.
- Fakultät für Pädagogik
- Fakultät für Human- und Sozialwissenschaften
- Fakultät für Naturwissenschaften und Technologien
- Fakultät für Wirtschaftswissenschaften und Management
- Fakultät für Agrarwissenschaften und Industrietechnologien
- Graduate School